# Bron y Foel Isaf
Bron y Foel Isaf (auch Bron-y-Foel genannt) ist ein stärker beschädigtes Portal Tomb, nordöstlich von Dyffryn Ardudwy bei Harlech in Gwynedd in Wales.
Eine Feldmauer wurde durch den Dolmen gebaut, von dem drei Steine, ein Seitenstein, ein Endstein und der große abgerutschte Deckstein erhalten sind. Der Deckstein misst 2,7 × 2,1 m. Die Kammer wurde im 4. oder 3. Jahrtausend v. Chr. erbaut. Der in Resten erhaltene Cairn wird auf etwa 21,0 × 12,0 m geschätzt und liegt auf einer Ost-West-Achse. Auf der westlichen Seite der Feldmauer sind Spuren des Cairns zu sehen, der ursprünglich die Kammer bedeckte. Auf der Ostseite liegt eine gekrümmte Steinmauer, die Teil des Vorplatzes gewesen sein könnte.
Etwa 500 m südwestlich liegt der etwa 5,0 m lange, 2,25 m breite und 45 cm dicke „Bron Y Foel Recumbent Stone“, der liegende Stein (englisch Recumbent Stone), der durch kleinere Steine, leicht vom Boden abgehoben ist. Auch er liegt auf einer Ost-West-Achse. Er wird als Rest einer Kammer angesehen, aber in der Auflistung der prähistorischen Kammergräber von England und Wales wird dies als zweifelhaft erwähnt.
In der Nähe liegen die Megalithanlagen Cors y Gedol, Dyffryn Ardudwy, Gwern Einion und Meini Hirion.